# Сафронов, Станислав Александрович
Станисла́в Алекса́ндрович Сафро́нов — украинский политик, в 2010 год—2015 годах — городской голова Днепродзержинска. Глава городской организации Партии регионов Днепродзержинска.

## Биография
Родился в городе Знаменка Кировоградской области 17 июня 1956 года в семье рабочих. В возрасте семи лет начал учёбу в Знаменской средней школе № 6. До 1963 года с семьей жил в Знаменке. В 1963 семья переехала в город Днепропетровск, где Сафронов продолжил обучение в СШ № 13.
Со школьного возраста увлекался боксом. По результатам Первых Молодёжных игр Советского Союза был включен в сборную команду СССР. В 1976 году стал кандидатом в Олимпийскую сборную Советского Союза; выступил одним из основателей национальной лиги профессионального бокса Украины, является её Почётным президентом.
В 1980 году окончил Днепропетровский институт физической культуры и спорта. После окончания спортивной карьеры получил второе высшее образование в Полтавском кооперативном институте по специальности «экономист». С 1981 года работает в системе Днепропетровского облпотребсоюза. С 1988 по 1997 год являлся директором одного из крупнейших предприятий перерабатывающей промышленности «Укоопсоюза» — Днепродзержинского производственного комбината. С 1997 года по апрель 1998 был главой Совета акционеров ЗАО «Днепродзержинский завод продтоваров».
В 1997 году окончил Днепропетровский государственный аграрный университет. Защитил диссертацию на тему «Трансформация экономических функций государства в переходный период». В 1998 году получает учёное звание доцента кафедры экономической теории и экономики сельского хозяйства, становится автором двух монографий, трёх учебных пособий по экономической теории и 15 научных статей в отечественных и зарубежных изданиях.
Женат, имеет одного сына.

## Политическая деятельность
- В 1994 году получил поддержку избирателей на выборах в Днепродзержинский городской совет.
- С марта 1998 по апрель 2002 — Народный депутат Украины III созыва.
- С 2003 по 2008 год работал на должности первого заместителя Председателя Государственного комитета Украины по государственному материальному резерву.
- В 2004 году участвовал в выборах Президента Украины в качестве руководителя одним из штабов В. Ф. Януковича.
- В 2010 году выступал доверенным лицом В. Ф. Януковича.
- В 2010 году на местных выборах был избран мэром города Днепродзержинска.

## Награды
- В 1999 году получил Благодарность Президента Украины.
- В 2001 году Указом президента ему было присвоено звание Заслуженного работника промышленности Украины.
- В 2004 году — «Заслуженный работник госкомрезерва», присвоено звание «почётный гражданин Яворивского района», награждён орденом «Преподобного Нестора Летописца».
- В 2007 году награждён юбилейной медалью «„Харьковский собор“ — 15 лет».
- В 2008 году по решению Священного Синода Украинской Православной Церкви награждён орденом «1020-летия Крещения Руси».
- 24 августа 2013 года награждён орденом «За заслуги» III степени — за значительный личный вклад в государственное строительство, социально-экономическое, научно-техническое, культурно-образовательное развитие Украины, весомые трудовые достижения и высокий профессионализм[1].